# 高陽県
高陽県（こうよう-けん）は中華人民共和国河北省保定市に位置する県。

## 歴史
前漢により設置された。南北朝時代の北魏から隋初にかけては高陽郡の郡治とされた。

## 行政区画
- 街道:錦華街道
- 鎮:龐口鎮、西演鎮、邢家南鎮、晋荘鎮、小王果荘鎮、蒲口鎮、龐家佐鎮

## 出身者
- 孫岳 - 清末民初の軍人。馮玉祥率いる国民軍の幹部。